# 防损管理系统
防损管理系统（LPMS，Loss Prevention Management System）是一种利用信息技术和各种超市资产安全与防范技术相集成的信息管理系统。
各种类型的自选商场、超市经常发生商品丢失、破损等情况，这些情形都会导致商家的利益受到损失。导致这些损失的原因是多种多样的。通常包括：小偷盗窃、店铺员工内部偷盗、供应商欺诈、商品流动及仓储过程中的破损、缩水等等。商家为保护资产和商品的安全，需要采取许多办法和措施去努力防止和降低损耗。LPMS就是其中的一种系统。
LPMS实际是运用信息技术将各种零售安全防范系统、防损系统、风险控制系统、POS收银系统等进行系统集成，用先进的零售业程序化的管理来达到损耗预防、风险控制、提高防损和风险控制部门工作效率的目的。